# Balodano (Ma U)
Balodano is een bestuurslaag in het regentschap Nias van de provincie Noord-Sumatra, Indonesië. Balodano telt 577 inwoners (volkstelling 2010).